# 鈴木ことね
鈴木 ことね（すずき ことね、
1998年4月1日 - ）は、日本のタレント、グラビアアイドル。女性アイドルグループ
『FES☆TIVE』の元メンバー。茨城県出身。

## 経歴
2013年8月ごろから地元 茨城県を中心に活動するアイドルグループで活動デビューし、県内各地でイベントに出演した。2014年2月23日にはFES☆TIVEに加入。2018年の3月25日の卒業ライブを持って芸能活動を一時休止していたが2019年2月からおやすみセカイで芸能活動再開。翌年2月に卒業。
2020年、1stDVDをリリースしグラビアアイドルとしても活動を開始。現在では個人として多くのイベントやメディアに出演,自らブランドを手がけるなど活動の幅を広げている。2021年2月イケてるハーツ研修生となるが、5月31日に活動辞退。

## 人物
趣味はピアノで、特技は散歩・ゲーム。
甘えんぼうで人懐こい。満面の笑顔がチャームポイント

## 書籍

### DVD
- 鈴木ことね ファーストDVD/美少女伝説 初恋（2020年6月26日、Spice Visual）

### デジタル写真集
- 写真集「ひと夏の体験」 美少女伝説 (IDOL LEGEND)
- 写真集「美人アイドルの美ボディー 美人シリーズ (IDOL LEGEND)